# Светско првенство у атлетици у дворани 2016 — 3.000 метара за мушкарце
Такмичење у трчању на 3.000 метара у мушкој конкуренцији на Светском првенству у атлетици у дворани 2016. одржано је 18. и 20. марта у Орегонском конгресном центру у Портланду (САД).
Титулу светског првака освојену на Светском првенству 2014. бранио је Калеб Мванганги Ндику из Кеније.

## Земље учеснице
Учествовало је 18 атлетичара из 11 земаља.
1. Аустралија (2)
2. Етиопија (2)
3. Јамајка  (1)
4. Канада (2)
5. Кенија (3)
6. Киргистан (1)
7. Мароко (1)
8. САД (2)
9. Уједињено Краљевство (2)
10. Џибути (1)
11. Шпанија (1)

## Освајачи медаља
|                        |               |                             |
| Јомиф Кеџелча Етиопија | Рајан Хил САД | Огастин Кипроно Чоге Кенија |

## Рекорди
Стање 17. марта 2016.
| Рекорди пре почетка Светског првенства 2016. | Рекорди пре почетка Светског првенства 2016. | Рекорди пре почетка Светског првенства 2016. | Рекорди пре почетка Светског првенства 2016. | Рекорди пре почетка Светског првенства 2016. |
| -------------------------------------------- | -------------------------------------------- | -------------------------------------------- | -------------------------------------------- | -------------------------------------------- |
| Светски рекорд                               | 7:24,90                                      | Данијел Комен, Кенија                        | Будимпешта, Мађарска                         | 6. фебруар 1998.                             |
| Рекорд светских првенстава                   | 7:34,71                                      | Хаиле Гебрселасије, Етиопија                 | Париз, Француска                             | 9. март 1997.                                |
| Најбољи резултат сезоне                      | 7:38,82                                      | Рајан Хил, Сједињене Државе                  | Њујорк, САД                                  | 20. фебруар 2014.                            |
| Афрички рекорд                               | 7:24,90                                      | Данијел Комен, Кенија                        | Будимпешта, Мађарска                         | 6. фебруар 1998.                             |
| Азијски рекорд                               | 7:38,77                                      | Алберт Роп, Бахреин                          | Гент, Белгија                                | 9. фебруар 2014.                             |
| Северноамерички рекорд                       | 7:30,16                                      | Гален Рап, Сједињене Државе                  | Бостон, САД                                  | 21. фебруар 2013.                            |
| Јужноамерички рекорд                         | 7:49,46                                      | Хасинто Наварете, Колумбија                  | Севиља, Шпанија                              | 10. март 1991.                               |
| Европски рекорд                              | 7:32,41                                      | Серхио Санчез, Шпанија                       | Валенција, Шпанија                           | 13. фебруар 2010.                            |
| Океанијски рекорд                            | 7:34,50                                      | Крег Мотрам, Аустралија                      | Бостон, САД                                  | 26. јануар 2008.                             |

### Најбољи резултати у 2016. години
Десет најбољих атлетичара године на 3.000 метара у дворани пре првенства (17. марта 2016), имале су следећи пласман.
| 1.  | Рајан Хил             | Сједињене Државе | 7:38,82 | 20. фебруар |
| 2.  | Хасан Мид             | Сједињене Државе | 7:38,85 | 20. фебруар |
| 2.  | Абдалати Игидер       | Мароко           | 7:39,04 | 17. фебруар |
| 4.  | Јомиф Кејелча         | Етиопија         | 7:39,11 | 17. фебруар |
| 5.  | Огастин Кипроно Чоге  | Кенија           | 7:39,23 | 3. фебруар  |
| 5.  | Мохамед ал-Гарни      | Катар            | 7:39,23 | 21. фебруар |
| 7.  | Ерик Џенкинс          | Сједињене Државе | 7:39,43 | 20. фебруар |
| 8.  | Мо Фарах              | Велика Британија | 7:39,55 | 20. фебруар |
| 9.  | Калеб Мванганги Ндику | Кенија           | 7:39,82 | 3. фебруар  |
| 10. | Еван Џегер            | Сједињене Државе | 7:40,10 | 20. фебруар |

Такмичари чија су имена подебљана учествовали су на СП 2016.

## Квалификационе норме
| дворана | отворено                       |
| 7:50,00 | 7:40,00 или 13:10,00 (5.000 м) |

## Сатница
| Датум         | Време | Коло          |
| ------------- | ----- | ------------- |
| 18. март 2016 | 13,05 | Квалификације |
| 20. март 2016 | 13.10 | Финале        |

## Резултати

### Квалификације
У квалификацијама такмичари су били подељени у две групе по 9. За финале су се пласирала по 4 првопласирана из сваке групе (КВ) и још 4 на основу подтигнутог резултата (кв).,
| Место | Група | Атлетичар             | Земља                | ЛР      | ЛРС     | Резултат | Белешка |
| ----- | ----- | --------------------- | -------------------- | ------- | ------- | -------- | ------- |
| 1.    | 1     | Јомиф Кеџелча         | Етиопија             | 7:34,87 | 7:38,60 | 7:51,01  | КВ      |
| 2.    | 2     | Абдалати Игидер       | Мароко               | 7:34,92 | 7:39,04 | 7:51,65  | КВ      |
| 3.    | 1     | Огастин Кипроно Чоге  | Кенија               | 7:28,00 | 7:39,23 | 7:51,77  | КВ      |
| 4.    | 1     | Јусуф Ис Башир        | Џибути               | 7:43,44 | 7:43,44 | 7:52,08  | КВ      |
| 5.    | 1     | Рајан Хил             | САД                  | 7:34,87 | 7:38,60 | 7:52,13  | КВ      |
| 6.    | 2     | Ајзаја Киплангат Коеч | Кенија               | 7:32,78 | 7:42,53 | 7:52,64  | КВ      |
| 7.    | 2     | Пол Кипкемои Челимо   | САД                  | 7:39,00 | 7:39,00 | 7:53,00  | КВ      |
| 8.    | 2     | Ли Емануел            | Уједињено Краљевство | 7:44,48 | 7:55,61 | 7:53,18  | КВ, ЛРС |
| 9.    | 2     | Калеб Мванганги Ндику | Кенија               | 7:31,66 | 7:39,82 | 7:53,21  | кв      |
| 10.   | 1     | Брет Робинсон         | Аустралија           | 7:44,29 | 7:44,29 | 7:53,51  | кв      |
| 11.   | 2     | Јенев Аламирев        | Етиопија             | 7:27,80 | 7:40,24 | 7:53,65  | кв      |
| 12.   | 2     | Мохамед Ахмед         | Канада               | 7:40,11 | 7:40,11 | 7:53,66  | кв      |
| 13.   | 2     | Колис Бирмингем       | Аустралија           | 7:46,15 |         | 7:54,51  | ЛРС     |
| 14.   | 1     | Камерон Левинс        | Канада               | 7:41,59 | 7:45,44 | 7:54,81  |         |
| 15.   | 1     | Том Фарел             | Уједињено Краљевство | 7:42,47 | 7:42,47 | 7:59.77  |         |
| 16.   | 1     | Кемој Кембел          | Јамајка              | 7:40,79 | 7:40,79 | 8:00,22  |         |
| 17.   | 1     | Виктор Гарсија        | Шпанија              | 7:51,29 | 7:51,29 | 8:25.62  |         |
| 18.   | 1     | Адилет Киштабеков     | Киргистан            | 8:29,45 | 8:29,45 | 8:44,77  |         |

### Финале
| Поз. | Атлетичар             | Земља                | Резултат | Белешка |
| ---- | --------------------- | -------------------- | -------- | ------- |
|      | Јомиф Кеџелча         | Етиопија             | 7:57,21  |         |
|      | Рајан Хил             | САД                  | 7:57,39  |         |
|      | Огастин Кипроно Чоге  | Кенија               | 7:57,43  |         |
| 4.   | Абдалати Игидер       | Мароко               | 7:58,04  |         |
| 5.   | Калеб Мванганги Ндику | Кенија               | 7:58,81  |         |
| 6.   | Ли Емануел            | Уједињено Краљевство | 8:00,70  |         |
| 7.   | Пол Кипкемои Челимо   | САД                  | 8:00,76  |         |
| 8.   | Ајзаја Киплангат Коеч | Кенија               | 8:01,70  |         |
| 9.   | Мохамед Ахмед         | Канада               | 8:07,96  |         |
| 10.  | Јусуф Ис Башир        | Џибути               | 8:08,87  |         |
| 11.  | Брет Робинсон         | Аустралија           | 8:11,11  |         |
| 12.  | Јенев Аламирев        | Етиопија             | 8:12,54  |         |